# أواني ييشينغ

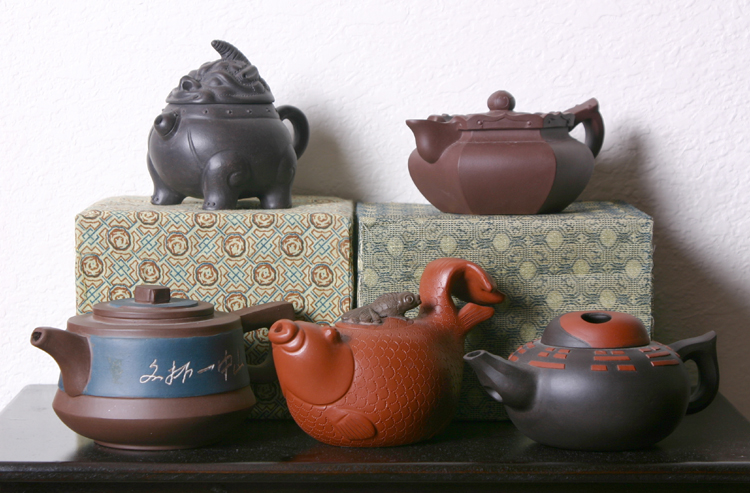
خمسة أباريق شاي من طين ييشينغ تظهر مجموعة متنوعة من الأنماط من الرسمية إلى غريبة الأطوار

طين ييشينغ (بالصينية المبسطة: 宜兴泥؛ بالصينية التقليدية: 宜興泥؛ البينيين: Yíxīng ní؛ ويد–جيلز: I-Hsing ni) هو نوع من الطين من المنطقة القريبة من مدينة ييشينغ في مقاطعة جيانغسو الصينية، يُستخدم في صناعة الفخار الصينية منذ عهد سلالة سونغ (960 – 1279 م) عندما استخرج طين ييشينغ لأول مرة حول بحيرة تاي في الصين. منذ القرن السابع عشر، أصبحت أواني ييشينغ تُصدر على نطاق واسع إلى أوروبا. عادةً ما يكون الخزف الحجري النهائي، الذي يُستخدم لصناعة أدوات الشاي وغيرها من العناصر الصغيرة، ما يكون لونه أحمر أو بني. تُعرف أيضًا باسم خزف الزيشا، وعادةً ما تُترك غير مزججة وتستخدم طينًا متماسكًا للغاية ويمكنه تكوين لفائف وألواح وغالبًا ما تكون قوالب منزلقة. يمكن أيضًا تشكيل هذه الأنواع من الطين عن طريق الخراطة. أشهر الأواني المصنوعة من طين ييشينغ هي أباريق الشاي المصنوعة من طين ييشينغ ، وأواني الشاي الأليفة، وأدوات الشاي الأخرى.

## أنواع الطين

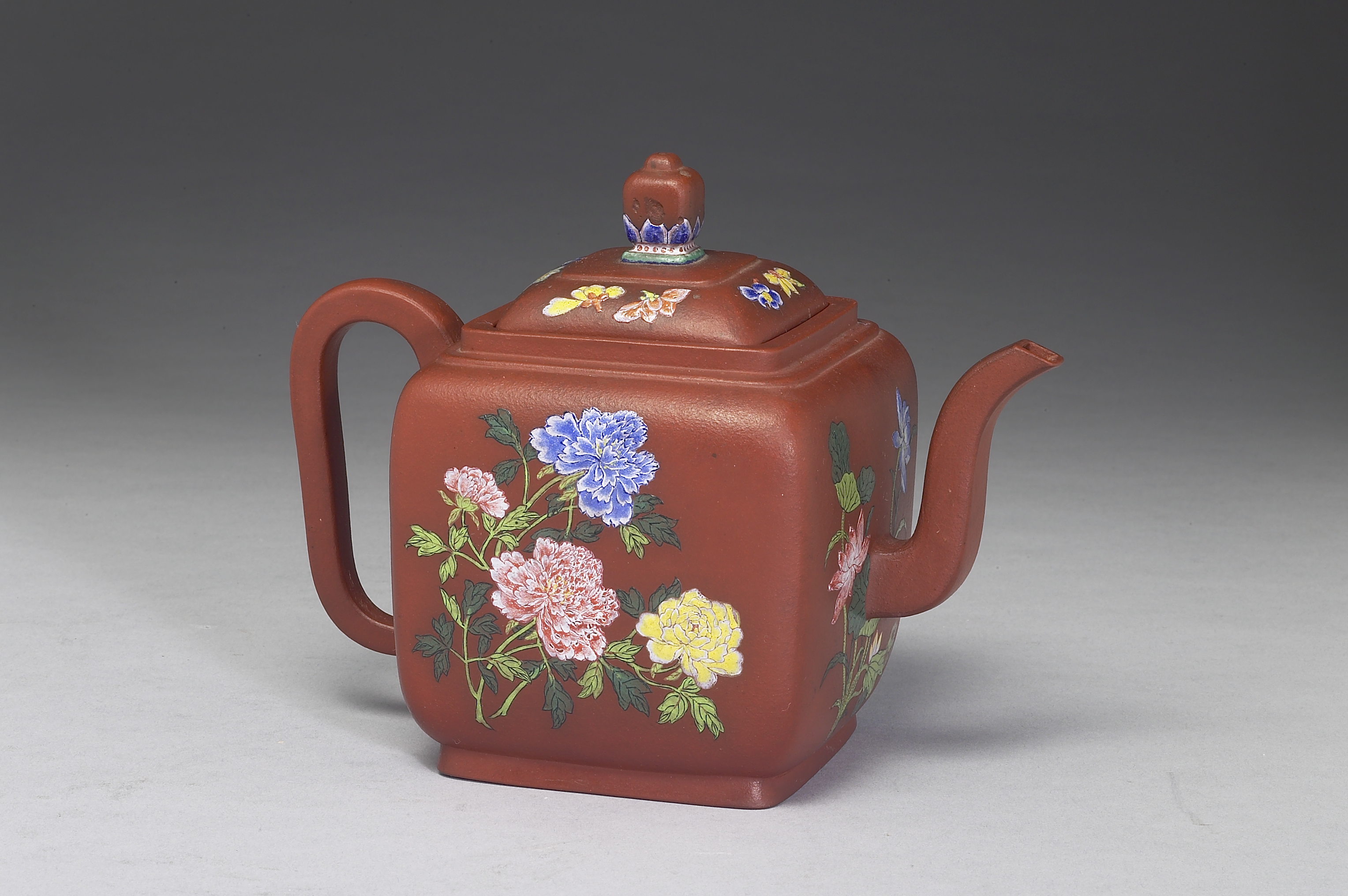
إبريق شاي ييشينغ المربع مزين بزهور الفصول الأربعة مطلي بالمينا من عصر كانغشي (1662-1722). متحف القصر الوطني

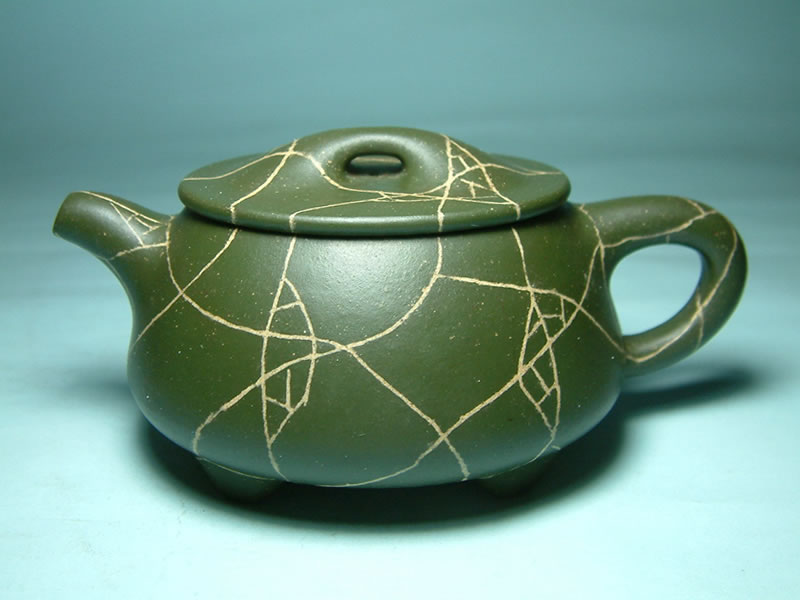
إبريق شاي ييشينغ باللون الأخضر

يمكن تصنيف الزيشا على نطاق واسع إلى ثلاثة ألوان: الأرجواني والأحمر والرملي. كلما كان اللون أعمق، كلما زاد تركيز الحديد في الطين.
- الأرجواني: زي شا[4] أو زي ني[ب] - يتميز هذا الفخار باللون الأرجواني والأحمر والبني.[5]
- الأحمر: تشو شا[6] أو تشو ني[ج] - نوع من الفخاريات الحجرية ذات اللون البني المحمر والتي تحتوي على نسبة عالية جدًا من الحديد. يشير الاسم فقط إلى اللون الأحمر الزاهي أحيانًا للزنجفر. بسبب الطلب المتزايد على الخزف الحجري ييشينغ، يُنتج الآن تشو ني بكميات محدودة للغاية. لا ينبغي الخلط بين طين تشو ني وهونج ني[د]، وهو طين أحمر آخر.
- الرملي: دوان ني[ه] – الفخار المصنوع من دوان ني يكون لونه رملي أو أبيض/أخضر فاتح. دوآن ني هو تكافل بين أنواع مختلفة من الطين. الفخار المصنوع من الطين الأخضر[و] يأتي أيضًا باللون الرملي.[2]

## المكونات المعدنية
الزيشا عبارة عن خليط من الكاولين والكوارتز والميكا، مع محتوى عالٍ من أكسيد الحديد. يُستخرج بشكل رئيسي في هوانجلونجشان وتشاوزهوانجشان وله ملمس رملي إلى حد ما. تعتبر عملية تحضير الطين عملية طويلة، وكانت تعتبر تقليديا سرًا تجاريًا. درجة حرارة الحرق النموذجية تتراوح بين 1100 و 1200 درجة مئوية في جو مؤكسد.

## التصنيع
تُدفن المواد الخام لطين ييشينغ في أعماق الأرض، وأحيانًا تحت تكوينات صخرية رسوبية ثقيلة. عند التنقيب، عادة ما توجد داخل طبقات مُتَطَبِّقة من أنواع أخرى من الطين. يمكن أن يصل سمك طبقات زيشا ييشينغ إلى عدة ديسيمترات، تصل إلى متر واحد. تكون طين ييشينغ من طمي ناعم يحتوي على الحديد، مع الميكا والكاولينيت وكميات متفاوتة من الكوارتز وخامات الحديد كمكونات معدنية رئيسية.
تتضمن معالجة طين زيشا ييشينغ الخام إزالة الطين من الطبقات السفلية، وتجفيفه تحت الشمس في أكشاك مفتوحة، ثم طحن قطع الطين المجففة إلى جزيئات دقيقة. ثم يخضع مسحوق الطين للغربلة الهوائية لعزل جزيئات الطين ذات أدق حجم حبيبات. يُخلط الطين المُغربل بعد ذلك بالماء في خلاط الخرسانة ليُصبح عجينة سميكة، ويُكدس في أكوام، ويُعالج بالتفريغ لإزالة فقاعات الهواء، بالإضافة إلى بعض الرطوبة من خليط الطين. تُعتبر جودة وكمية الماء في طين ييشينغ أمرًا بالغ الأهمية حيث إنها تُحدد جودة منتجات الخزف الحجري المُنتجة. بعد هذه المعالجة، يصبح الطين الناتج جاهزًا للاستخدام.
يمكن إثراء وتغيير مظهر منتجات ييشينغ، مثل لونها أو ملمسها، من خلال إضافة أكاسيد معدنية مختلفة إلى طين ييشينغ، ومن خلال التحكم في درجات حرارة الحرق، وكذلك من تنظيم جو الفرن.

## الاستخدام

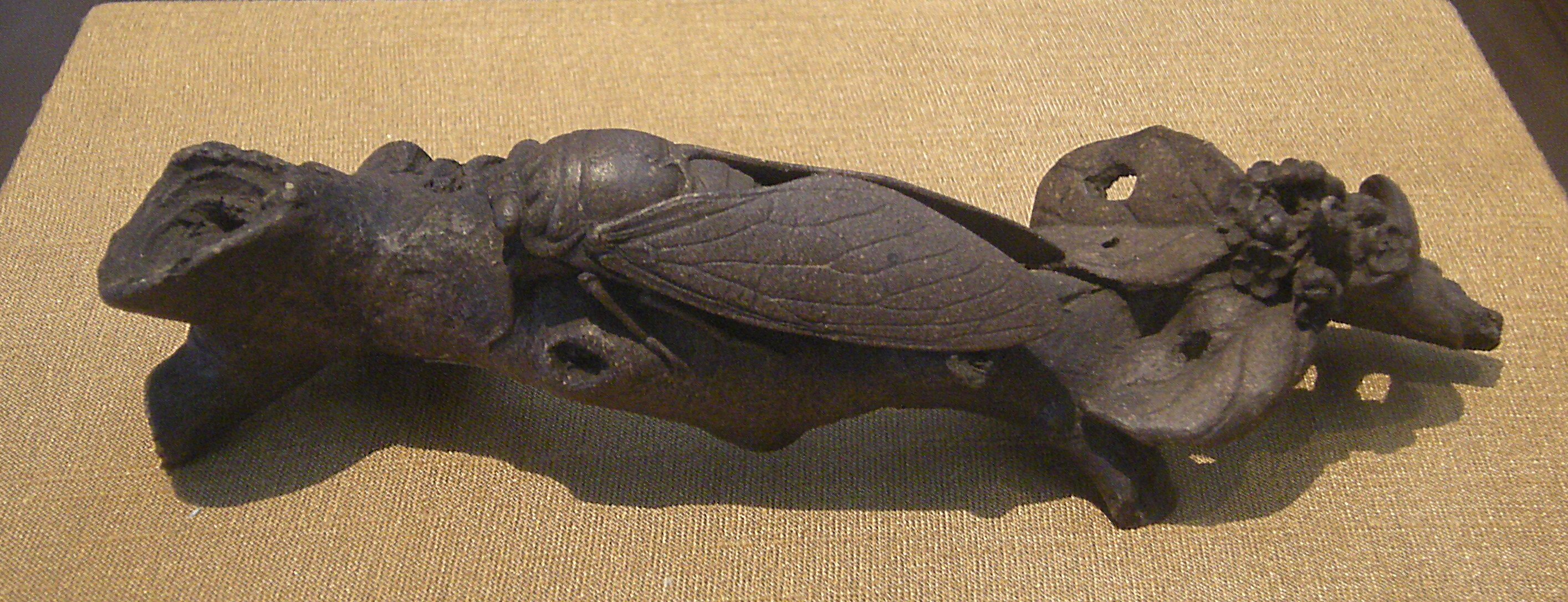
استراحة الفرشاة، حشرة السيكادا على فرع

تُعتبر أواني الشاي المصنوعة من ييشينغ ثمينة لأن أسطحها غير المطلية تمتص آثار المشروب، مما يخلق نكهة أكثر تعقيدًا. لهذه الأسباب، يجب غسل أدوات الشاي المصنوعة من ييشينغ بالماء فقط، وعدم استخدام المنظفات أبدًا. يمتص الإناء المصنوع من هذا الطين الكثير من النكهة لدرجة أنه من المعتاد، حتى لا تختلط النكهات، استخدام نوع واحد من الشاي مع نوع واحد من الإناء. يوصي الخبراء باستخدام كل إناء شاي لنوع واحد من الشاي أو حتى نوع واحد من الشاي فقط.
صُممت الأباريق الأولى للاستخدام أثناء السفر، ومن هنا سترى المظهر الكلاسيكي البسيط للأباريق المُنتجة خلال عهد أسرة مينغ. يمتلك معظم عشاق شرب الشاي إبريق شاي واحد للاستخدام أثناء السفر، وتميل هذه الأباريق إلى أن تكون أقل تكلفة ومُدمجة في التصميم. لم يبدأ خبراء الشاي في استخدام الإبريق في المنزل حتى منتصف عهد أسرة تشينغ، وبدأ الحرفيون في تشكيلها بأشكال وأحجام مُختلفة. تم تصور العديد من الأشكال الغريبة. تم تزيين الأواني بنقوش شعرية وخط ورسومات وأختام محفورة على سطح أباريق الشاي.

## التأثير في أوروبا
في أواخر القرن السابع عشر، تم استيراد أباريق شاي ييشينغ إلى هولندا جنبًا إلى جنب مع الشاي الصيني. ألهمت المادة غير المألوفة محاولات لتقليدها، وأعلن أحد مُصنعي الخزف الدلفي في عام 1678 أنه يصنع "أباريق شاي حمراء"، التي لا توجد أمثلة معروفة لبقائها. لا تزال بعض الفخاريات الحجرية الحمراء التي صنعها فخاريون هولنديون منافسون من حوالي عام 1700 باقية، وهي تحاكي بشكل وثيق أواني ييشينغ في الأسلوب.
في عام 1690، أنشأ الأخوان إيلرز من مدينة دلفت إنتاجًا للأواني الفخارية الحمراء في برادويل في ستافوردشاير في إنجلترا باستخدام تقنية الصب الانزلاقي.

كان يوهان فريدريش بوتجر، المشهور بأنه رائد الخزف الأوروبي، على اتصال ببعض هؤلاء وطور خزف بوتجر المُنافس، وهي أواني حجرية حمراء داكنة بيعت لأول مرة في عام 1710، وصنعها الآخرون وقلّدوها، كل ذلك حتى حوالي عام 1740. تُعد مرحلة مهمة جدًا في تطور الخزف في أوروبا.

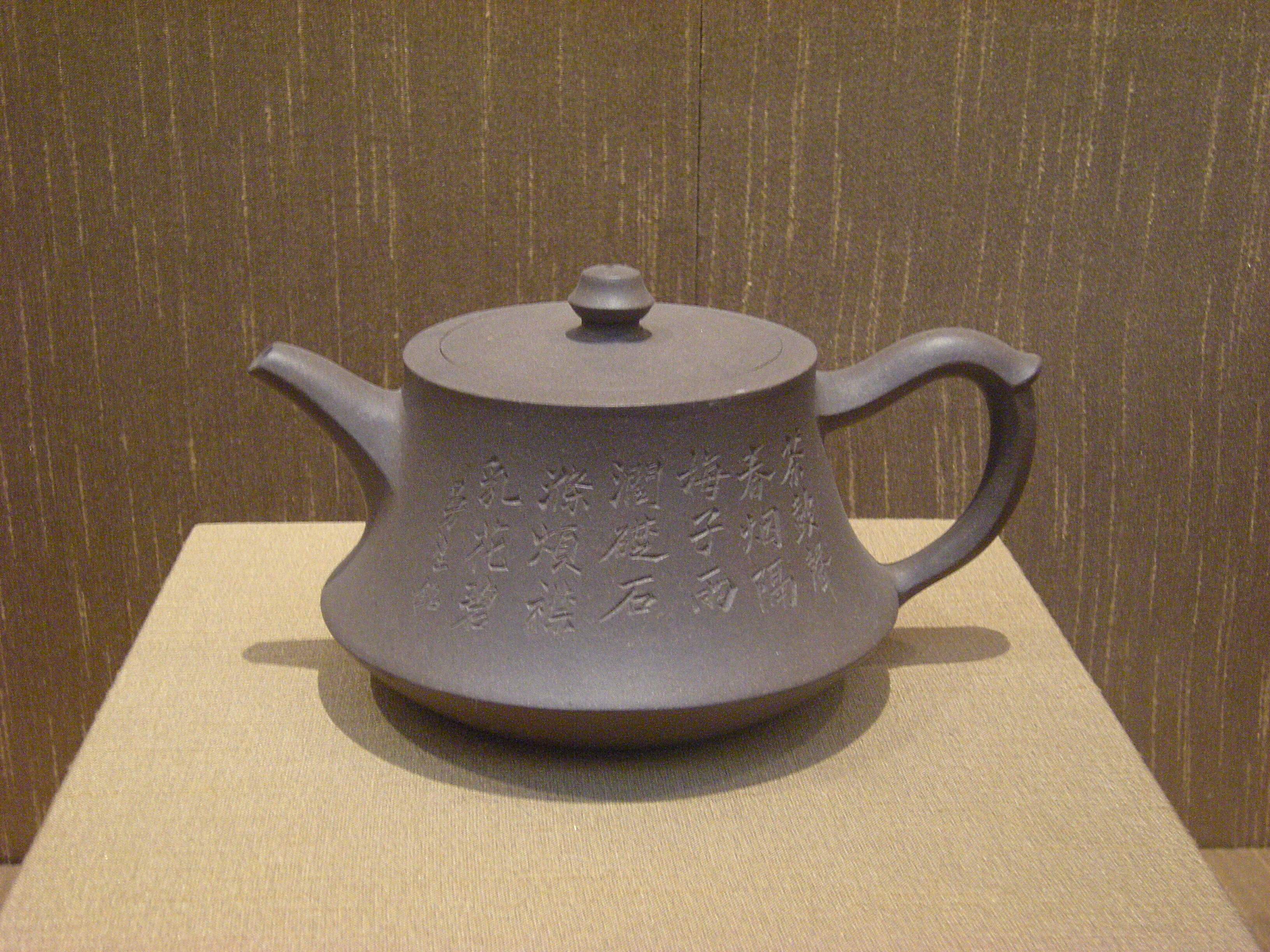
إبريق شاي مان شنغ (من صنع يانغ بينغنيان، ورسم تشين مان شينغ) في متحف سوتشو
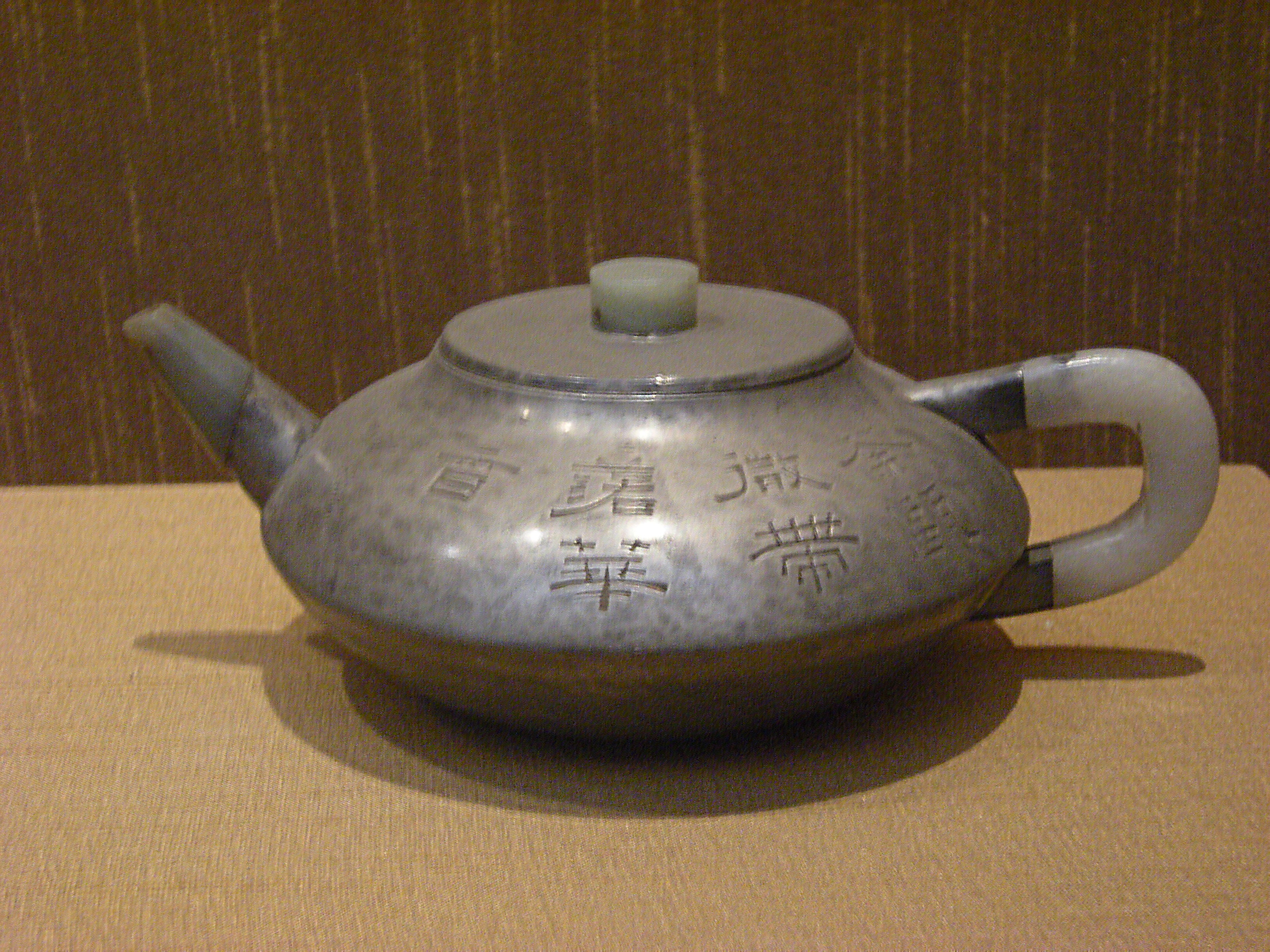
إبريق شاي صفيح مع خط زيشا
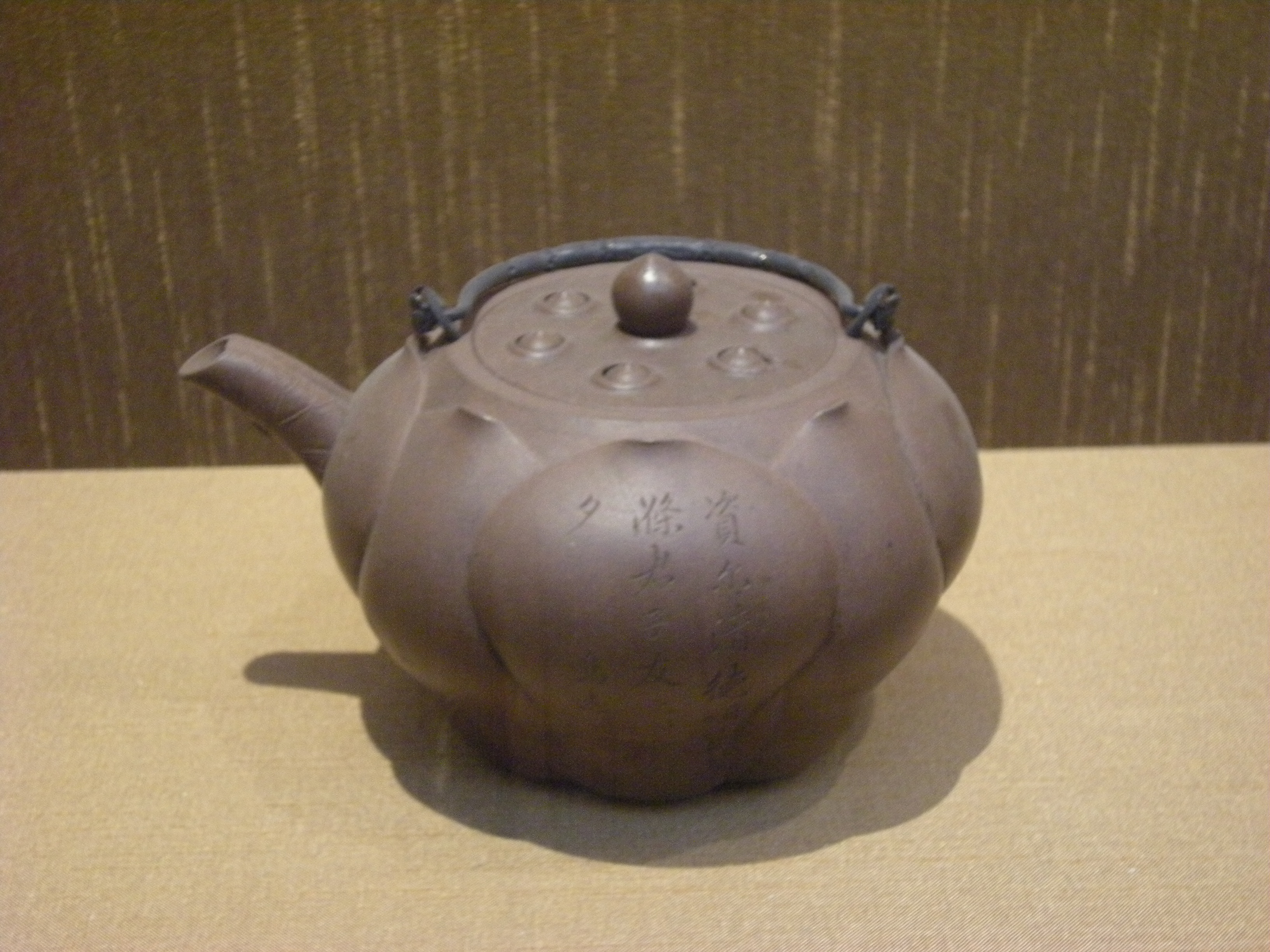
زيشا: إبريق شاي على شكل زهرة اللوتس مع مقبض فضي
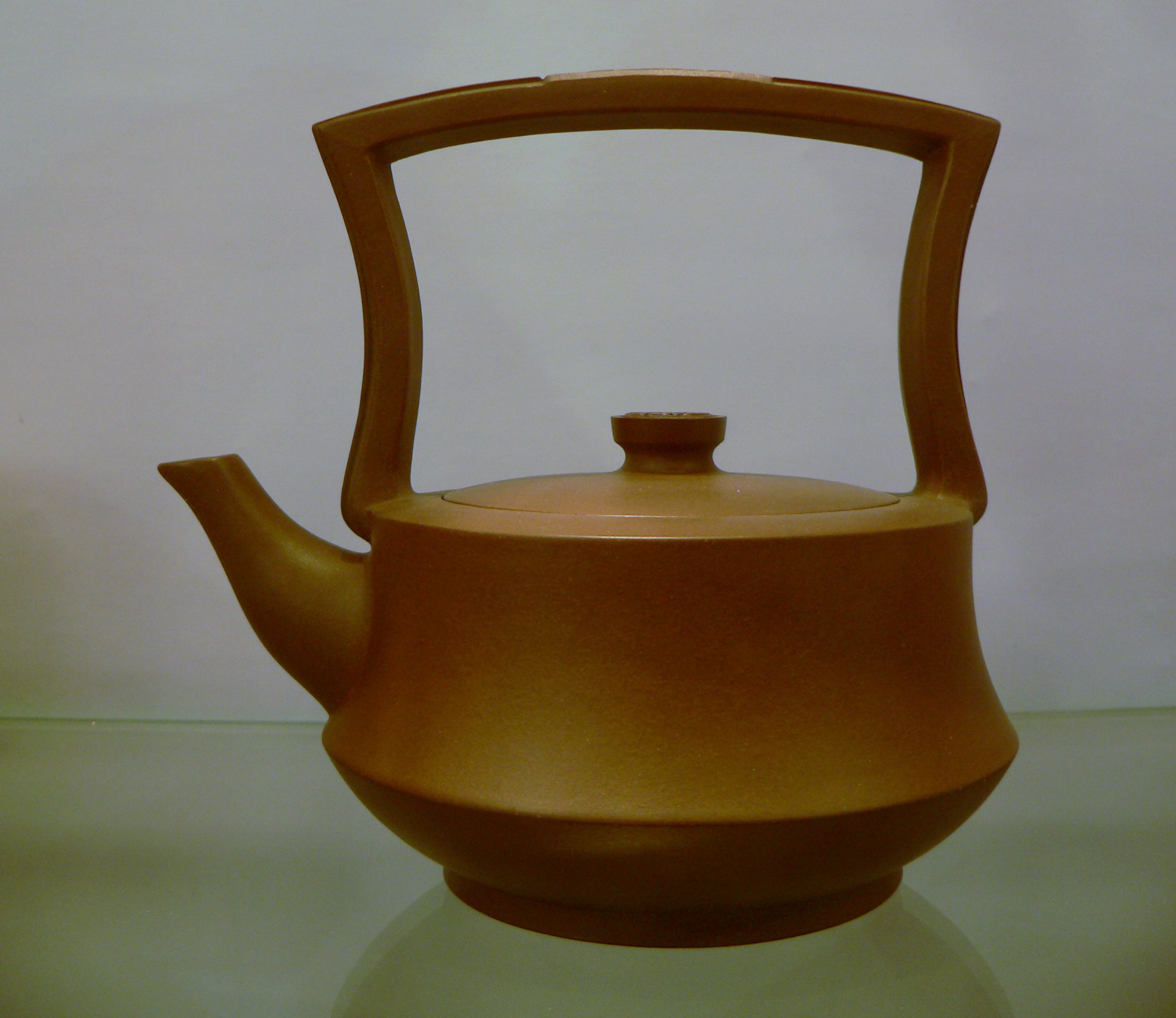
إبريق شاي من الطين الأرجواني، صُور في معرض إنجازات حماية التراث الثقافي غير المادي في الصين

## الملاحظات
1. ↑  (宜興紫砂)
2. ↑  紫砂أو紫泥؛ حرفيًا، "الرمل/الطين الأرجواني"
3. ↑  朱砂أو朱泥؛ حرفيًا "رمل الزنجفر/الطين"
4. ↑  红泥؛ حرفيًا "الطين الأحمر"
5. ↑  段泥أو團泥[2]
6. ↑   Lü ni ؛(绿泥؛ 綠泥)
7. ↑  مؤكسد مقابل مُختزل
8. ↑  الأبيض، الأخضر، أولونغ، الأسود، أو البوير
9. ↑  القرن الثامن عشر

## روابط خارجية
- تاريخ فخار ييشينغ
- دليل مدينة ييشينغ باللغة الإنجليزية (Jiangsu.Net)
- دليل الخزف الصيني من متحف المتروبوليتان للفنون